# IXL (Oklahoma)
Pour les articles homonymes, voir IXL.
IXL est une ville historique d'affranchis (en),  du comté d'Okfuskee, dans l'État d'Oklahoma, aux États-Unis,. En 2010, elle compte une population de 51 habitants.
La source du nom inhabituel d'IXL est contestée. Un article publié en 2012 sur le site Web de la ville explique que le nom est dérivé de Indian Exchange Land, une référence au fait que la ville se trouve sur les terres des Muscogee. D'autres sources affirment que les lettres sont tirées du nom de trois hommes. Certains pensent qu'il s'agit d'une vantardise onomatopéique suggérant I excel (en français : j'excelle).
Cette ville ne doit pas être confondue avec des villes de l'Oklahoma dans le comté de Kay et le comté de Tillman qui portent également le nom IXL.. 

## Démographie
Lors du recensement de 2010, la ville comptait une population de 51 habitants, tandis qu'en 2019, elle est estimée à 20 habitants.